# فرانسوا غرين
فرانسوا غرين (بالإنجليزية: François Grin)‏  (و. 1959  م) هو اقتصادي سويسري.